# Leges regiae
Las leges regiae, «leyes reales», fueron las primeras leyes romanas que los historiadores clásicos, como Plutarco, mencionaron que fueron introducidas por los reyes de Roma.
Aunque a veces han sido cuestionadas, generalmente los eruditos aceptan que las leyes —o sus fuentes últimas— se originaron a primeros del periodo de la historia romana, incluso ya en el periodo del Reino romano. Por ejemplo, investigaciones recientes han descubierto fragmentos anteriores desconocidos, citados por los autores antiguos, que se atribuyeron a los diferentes reyes.

## Visión histórica
«2. Postea aucta ad aliquem modum civitate ipsum Romulum traditur populum in triginta partes divisisse, quas partes curias appellavit propterea, quod tunc rei publicae curam per sententias partium earum expediebat. Et ita leges quasdam et ipse curiatas ad populum tulit; tulerunt et sequentes reges.»
«2. Después habiendo crecido un poco la ciudad, se dice que el mismo Rómulo dividió el pueblo en treinta partes, las cuales llamó “curias” porque en aquel entonces se procuraba el cuidado de la cosa pública por medio de las deliberaciones de aquellas partes. Y así él dictó al pueblo algunas leyes curiales; también los siguientes reyes las dictaron.»
Sexto Pomponio, en Digesto

En el territorio Lacio, donde nació Roma, había varias tribus distribuidas en pagus. Según Sexto Pomponio, cuando Rómulo -por elección popular como era costumbre en la época- se convirtió en jefe del gobierno -rex-, organizó las tribus de Roma en treinta unidades llamadas «curiae», y después administró los asuntos de Estado en base a la opinión de la Comitia curiata, un acontecimiento a partir del cual se derivó el acto normativo de la Lex Regia basado en algún tipo de intervención de las curiae en la promulgación de las Leges regiae, como se evidencia por las fuentes existentes. Pero además de las curiae, una de las innovaciones más importantes introducidas por Rómulo con las leges regiae se refiere a la institucionalización del Consejo de los Ancianos, que tomó el nombre de Senado, y que también se utilizó en el sistema de emanación de leges regiae. Es importante destacar que la función del rex durante todo el período real era la de un jefe militar, político, religioso y judicial de la comunidad, incluso aunque las funciones reales fueran delegadas y encomendadas a sus abundantes auxiliares.
Después de un interregnum, Numa Pompilio sucedió a Rómulo; que como ya que pasó con cada uno de sus sucesores, un interrex gobernaba hasta la elección del nuevo rey. Numa emanó una serie de Leges regiae importantes. A él se le atribuye la compilación del libro Commentaris regio. Una gran innovación de su derecho penal fue que trató los delitos voluntarios e involuntarios por separado. Algunos estudiosos sostienen, por razones léxicas, que algunas Leges regiae de este periodo muestran una influencia de los sabinos.
Su sucesor, Tulio Hostilio, conocido tradicionalmente como «el rey guerrero», celebró los solemnes sacrificios utilizando el trabajo de Numa, el Commentaris Numae. Creó los funcionarios nombrados feciales, que eran un collegium sacerdotal. Tras él, Anco Marcio hizo transcribir y hacer públicas las normas sagradas de la obra de Numa. Estableció el derecho fecial y el encarcelamiento.
Los últimos tres reyes, según la tradición, fueron etruscos, y su herencia cultural influyó en las Leges regiae de ese periodo.
Lucio Tarquinio Prisco dictaminó muchas leyes que cubrían diferentes áreas; duplicó el número de los senadores y de las vestales.
Servio Tulio utilizó la obra de Numa para la elección de los cónsules.  Por otra parte, se estableció el censo y la constitución timocrática que fue la base para el futuro desarrollo de las instituciones republicanas.
Durante el reinado de Tarquinio el Soberbio, se sucedieron las leyes represivas, los tratados internacionales y la adopción de los Libros sibilinos.
El final del reino es visto por algunos estudiosos como un proceso lento y gradual, mientras que tradicionalmente fue la abrupta expulsión del rey. Este evento provocó la derogación de las Leges regiae. Aunque no de todas ellas, como por ejemplo, sobrevivieron el auspicio y la reforma de Servio Tulio de los dieciocho équites.
Con el advenimiento de la República Romana, se sintió la necesidad de una figura oficial que pudiera realizar los ritos sagrados o tomar decisiones a través del auspicio, una institución gobernada por la Lex regia. En resumen, una figura que podría hacerse cargo de las funciones previamente ejercidas por el rex. Por lo tanto, se creó el cargo de rex sacrorum, que duró hasta el año 390 cuando el emperador Teodosio I lo abolió. Su poder se limitó estrictamente a la esfera de lo sagrado. Los eruditos señalan que cuando Pomponio en su Enchiridion afirma que la emanación de leyes por el rey tuvo lugar en la deliberación de las curias, se refiere a este período, es decir, un tiempo cuando el poder del rey ya se había reducido.
El fuego causado por los galos del rey Breno provocó la pérdida de los registros escritos de las Leges regiae. El trabajo de reescritura llevado a cabo por los sacerdotes fue esencial. Además, se cree que la colección de Sexto Papirio había sobrevivido, y estaba disponible para consulta en los tiempos de Pomponio.
No obstante, la investigación de los eruditos demuestra que algunas leyes todavía estaban en uso, por ejemplo, la norma de Servio Tullius de los dieciocho équites. Livio escribe que después del incendio no únicamente fueron recogidas en la Ley de las XII Tablas por los sacerdotes y el senado, sino también algunas de las cuales se hicieron públicas, mientras que otras fueron guardadas en secreto por los sacerdotes. Finalmente, la compilación de Justiniano menciona las Leges regiae.

## Función de laLex regiaen la sociedad romana
Las leyes reales no solo fueron un instrumento de su poder, sino que también respondieron a la necesidad de una sociedad compuesta por diferentes tribus de tener cierta ley, un ius certum, como afirma Pomponio.
La Lex regia desempeñaba la función de resolver las controversias cuando las costumbres no las podían resolver. Además, se otorgó al rey una forma de resolver las cuestiones religiosas y militares, ya sea directamente o por medio de algunos auxiliares como el magister populi de los tiempos de Tarquini.
Se cree que en los primeros tiempos de la República fueron utilizadas como una herramienta mnemotécnica y un marco para el decenvirato en la redacción de las XII Tablas. Además, actuaron como una etapa intermedia entre las costumbres y las Ley de las XII Tablas, respondiendo a los requisitos de una sociedad que ya no estaba satisfecha con las revelaciones del Pontifex Maximus. Si bien, por una parte, las Leges regiae crearon una nueva ley diferente de las costumbres, por otro lado, transformaron algunas de ellas en leyes.

## Corrientes de influencia en laLeges regiae
Sus influencias varían de acuerdo a los tiempos y son mayoritariamente evidentes en la edición de texto.
Al principio, se puede detectar una clara influencia griega, y la tradición dice que Rómulo estudió en Gabii. Dejando de lado la tradición, es incuestionable la presencia de la cultura griega en la romana; el comercio y las posteriores relaciones políticas están atestiguadas durante el siglo VIII a. C.
Otra influencia es la sabina, que se refleja en el uso de piel de buey como un soporte para la escritura. Además, es detectable en el carácter de las mismas leyes, como las realizadas por Servio Tulio e incluso Numa Pompilio -de origen sabino- y el mismo Rómulo.
Además de estas corrientes, la principal influencia es la etrusca, tanto económica, política y de tipo legal, sobre todo en el período de los reyes etruscos; un ejemplo es la actitud del rex hacia los gens en este período en que el poder real estaba muy debilitado.

## Aspectos legislativos y ejecutivos de laLeges regiae
Los fragmentos que se encuentran en Pomponio, y en otros autores sobre el tema muestran que la Lex Regia eran resoluciones de la curia, así como del Senado, aprobadas por el rex con el apoyo del Pontífice máximo.
Muchos estudiosos opinan que Pomponio se refería al periodo republicano y al Rex sacrorum, ya que tenía pocas fuentes del período arcaico. Estos investigadores no confían en la exactitud de estas fuentes. Por un lado creen que Pomponio se inspiró en el método de votación de las asambleas populares de la República -Comitia tributa, Comitia centuriata-, en que la votación de una ley propuesta por un tribuno se hacía por agrupaciones denominadas «unidades» -los votos no eran contados por ninguna sino por grupo, que votaba lo que la mayoría de miembros del grupo había decidido-. El sistema de voto por cabeza se estableció durante el reinado de Servio Tulio. Una unidad podía ser ciudadanos no propietarios presentes en la reunión, o de la primera clase de los équites. Por otra parte, la base de los poderes del rex se llevó a cabo durante el período real, donde se cree que era más probable que él decidía sin el veto de la curia, pero con el apoyo del Colegio de pontífices y la deliberación del Senado romano.
Las Leges regiae se promulgaron públicamente en presencia de las curias -comitia curiata-. Otras fuentes indican que algunos días el rex celebraba una asamblea comicial similar al de la época republicana. Esto está documentado por las palabras QRCF -Quando Rex Comitiavit Fas, «cuando el rey asiste a la asamblea»-, presentes en el primer calendario romano.
Por los motivos mencionados, los autores modernos piensan que las curias no tenían derecho de voto pero podían estar presentes en el acto de la promulgación en calidad de testigos y de mostrar su actitud sobre la cuestión por medio de la aclamación o con la disidencia en voz alta. En algunas ocasiones, el rey permitió la intervención de las curias en el proceso de las decisiones. Ha quedado registrado un caso, el de Publio Horacio. Esto fue así hasta que la acción represiva en materia penal quedó sujeta a la decisión exclusiva de la asamblea del pueblo.
Algunas fuentes sugieren que Servio Tulio dejó de lado las curias y sus decisiones eran votadas por centuriae militares. Primero votaba la primera clase, compuesta por 80 centurias y 18 équites. Si todos estaban de acuerdo era aprobaba la ley, pero si no lo hacían entonces, votaban las cinco clases siguientes, hasta la más baja, que se componía de los ciudadanos sin recursos y exentos del servicio militar. Este proceso terminaba cuando se alcanzaba 97 votos a favor.
Dado que la Lex Regia estaba destinada a crear un ius certum por un lado y por otro derivada de los mos maiorum (costumbres), los medios para hacerla cumplir era en la mayoría de casos con sanciones de naturaleza religiosa o sagrada, como un piaculum (sacrificio expiatorio) o un sacrificium (sacrificio ). Sin embargo, estas no eran las únicas sanciones, ya que hay leges Regiae que incluían la confiscación de los bienes y en algunos casos penas que conllevaban la pena de muerte, Pero no de tipo sacro, sino simplemente por responder a la ofensa con el mismo castigo.

## Uso en las diversas ramas del derecho romano
No se sabe con certeza cuáles fueron exactamente las leges Regiae porque lo único que queda son fragmentos que se utilizaron en la esfera pública, sagrada, sucesoria, procesal, agrícola, familiar, penal, y finalmente en los deberes y contratos -muy raramente para uso privado, ya que la mayor parte de los asuntos privados se dejaban a la decisión del pater familias y de los gens-.

## Partes que han sobrevivido

### Rómulo (753- 716 aC)

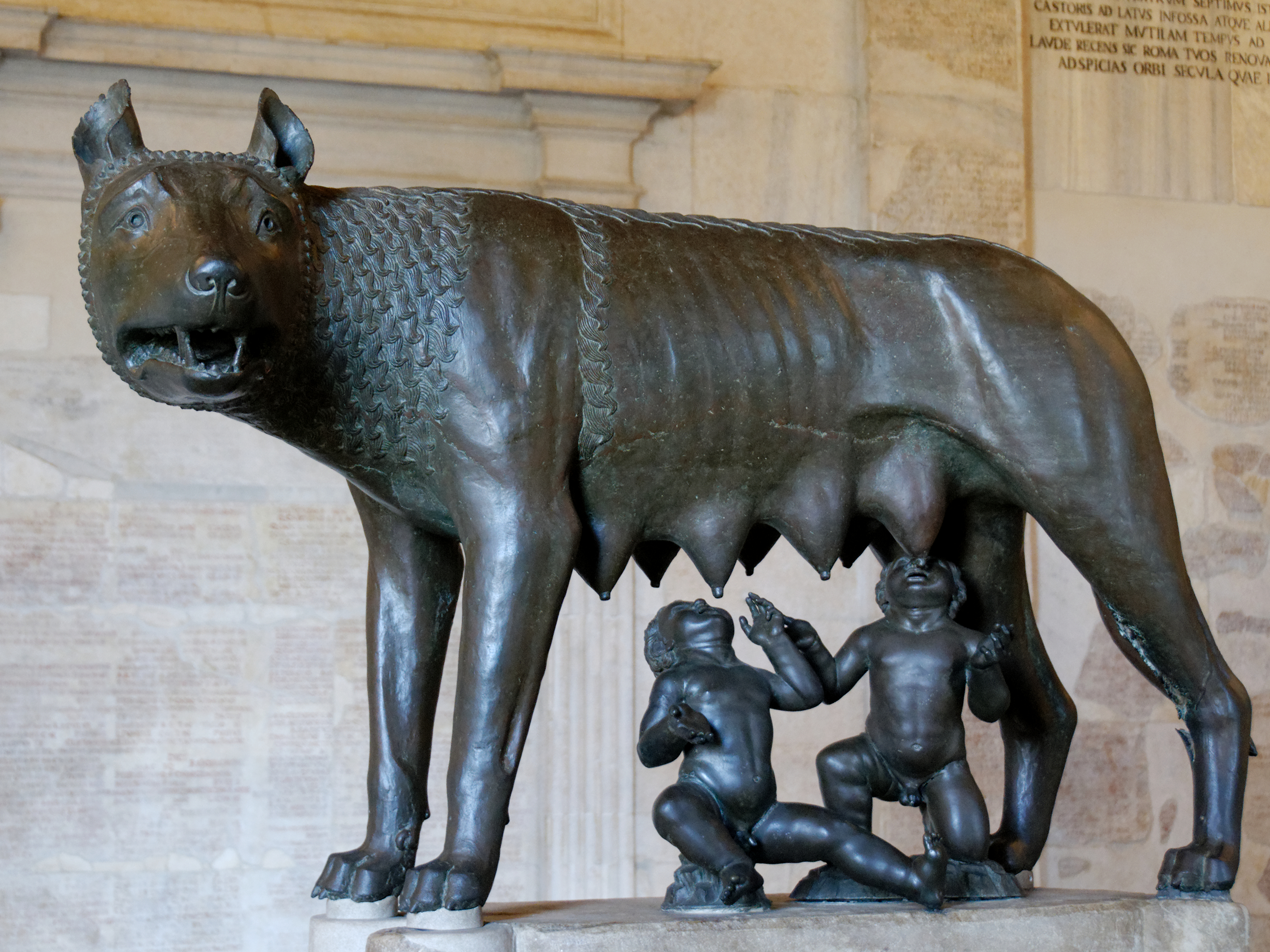
Escultura que representa la loba capitolina Luperca mamantando a los gemelos Rómulo y Remo. Según la tradición, Rómulo fue el fundador y primer rex de Roma.

Las Leges regiae de Rómulo fueron en parte realizadas junto con Tito Tacio. Muchas fueron sobre el derecho público. Estas incluyen la unión de las diferentes tribus que participaron en la fundación de Roma y la institución de las tres tribus legales llamadas con el nombre de sus tres jefes Rómulo, Tito Tacio y Lúcuma: los Ramnnes, Tites y Luceres respectivamente. Estas se dividían en diez curias cada una y tenían la función de elegir a los magistrados, la aprobación de leyes  y examinar las cuestiones sobre la guerra si el rex así lo solicitaba. Otro acto importante fue la institución del Senado romano que fue formado por cien patricios. Rómulo le otorgó el poder de decisión sobre las leyes que propuso de forma mayoritaria. Rómulo dijo que los ciudadanos romanos también tenían que ser guerreros, capaces de labrar la tierra y hacer la guerra. Creó la unidad militar conocida como legión romana y su guardia personal, llamada Celeres.
Se reservó para sí mismo las decisiones relativas a los ritos sagrados y sacrificios a los dioses, con la institución de sesenta sacerdotes para oficiarlos. En relación con este propósito creó los auspices y los augur. Estas personas fueron elegidas de cada curia. Creó los Fratres Arvales, una hermandad sagrada dedicada a los ritos agrícolas propiciatorios, los tres flamines, es decir, los tres flamines maiores: el flamen Dialis, el flamen Martialis y el flamen Quirinalis, cada uno dedicado al culto de una deidad importante. Rómulo fue el creador del primer calendario romano anual de 304 días, dividido en diez meses; seis de treinta días y cuatro de treinta y uno.
Estableció el ritual para la dedicación de los templos.
Sus disposiciones relativas al derecho privado fueron la sucesión de la mujer en la manus del marido. Si el marido moría primero, la esposa heredaba todas sus propiedades, y en caso de que hubiera hijos heredaba la mitad.
Se decidió la jurisdicción del rex como garante de la Lex regia. También se reservó el derecho de juzgar los crímenes más graves, dejando los otros delitos para el Senado.
La tierra se dividió entre las curias, otorgándoles una parte para la agricultura y la otra parte para construir templos o por otros fines sagrados.
Se estableció que los padres estarían obligados a criar a sus hijos, al menos el primero  primogenitus  y no se les permitió que los mataran si eran menores de tres años. Una excepción era el caso de que el niño fuera un monstrum -que tuviera una grave discapacidad-; en este caso, el procedimiento requería que el niño fuera mostrado a cinco vecinos para que declararan su condición. Si no se observaba este procedimiento, el castigo era la confiscación de la mitad de la propiedad u otras sanciones. Se dio el poder y la autoridad del pater familias, y la patria potestas sobre los hijos ilegítimos - filius alieni iuris- que incluía el derecho a matarlos.
En el derecho matrimonial, estableció la práctica del matrimonio manus, en que la mujer está sujeta al control de su marido al igual que sus hijos y se vio obligada a seguirlo y apoyarlo en todos los negocios y en cultos. Los crímenes de mujeres, como el adulterio y el consumo de vino, tenían que ser castigados de acuerdo a la ley, pero la decisión era asignada a la familia de la mujer.

### Numa Pompilio (716-673 aC)

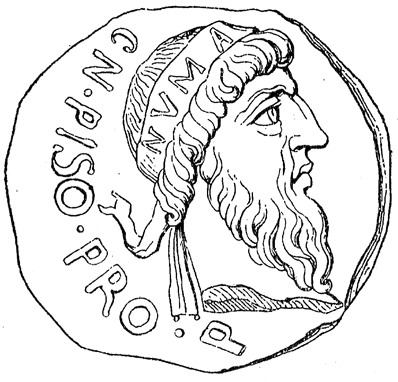
Copia de la imagen del rey Numa, que aparecía en una moneda acuñada por Cneo Calpurnio Pisón.

Numa accedió al trono a través de la lex curiata de imperio, con este acto subordinó su futuro poder en la decisión de la comitia curiata. Esta ley fue presentada en el futuro por cada rey hasta que el emperador Augusto.
Abolió el Celeres. Dividió Roma en pagi; cada pagi tenía su propio magistrado y guardia para vigilar el territorio. Fue el primero en introducir la división de las personas de acuerdo con su profesión, creando así las corporaciones.
En el ámbito religioso instituyó los menses -mes sinódico o lunar- y reformó el calendario mediante la creación de doce meses lunares más un mes intercalado -mercedonium-. Creó varios flamines -incluyendo los que otras fuentes atribuyeron a Rómulo- y sacerdotes, entre ellos las feciales y las salii aumentaron el número de la vestales de cuatro a seis. Instituyó el Pontifex maximus y aumentó el número de los sacerdotes del Collegium Pontificum. También estableció varias formas de dedicación relativa a diversos cultos.
En derecho privado hizo una disposición relativa a la paelex -concubina-. Realizó nuevas distribuciones de tierra, concediendo a los plebeyos tierras demaniales -de dominio público-.
En el campo del derecho penal, sus innovaciones fueron notables: estableció la distinción entre homicidio voluntario -llamado parricida- y no voluntario. En los casos de primera instancia fueron nombrados dos quaestores paricidi para investigar el caso, y el acusado era condenado por parricida si había asesinado con la intención a un hombre libre, o incluso un padre o pariente. Si el parricida asesinaba a un hombre libre, se consideraba un homicida, y se desconoce el castigo y las sanciones por este caso. Si el parricida asesinaba a un padre o a un pariente era condenado a la poena cullei -la pena de saco-, que consistía en meter al asesino culpable en un saco de piel de buey y lanzarlo al mar.

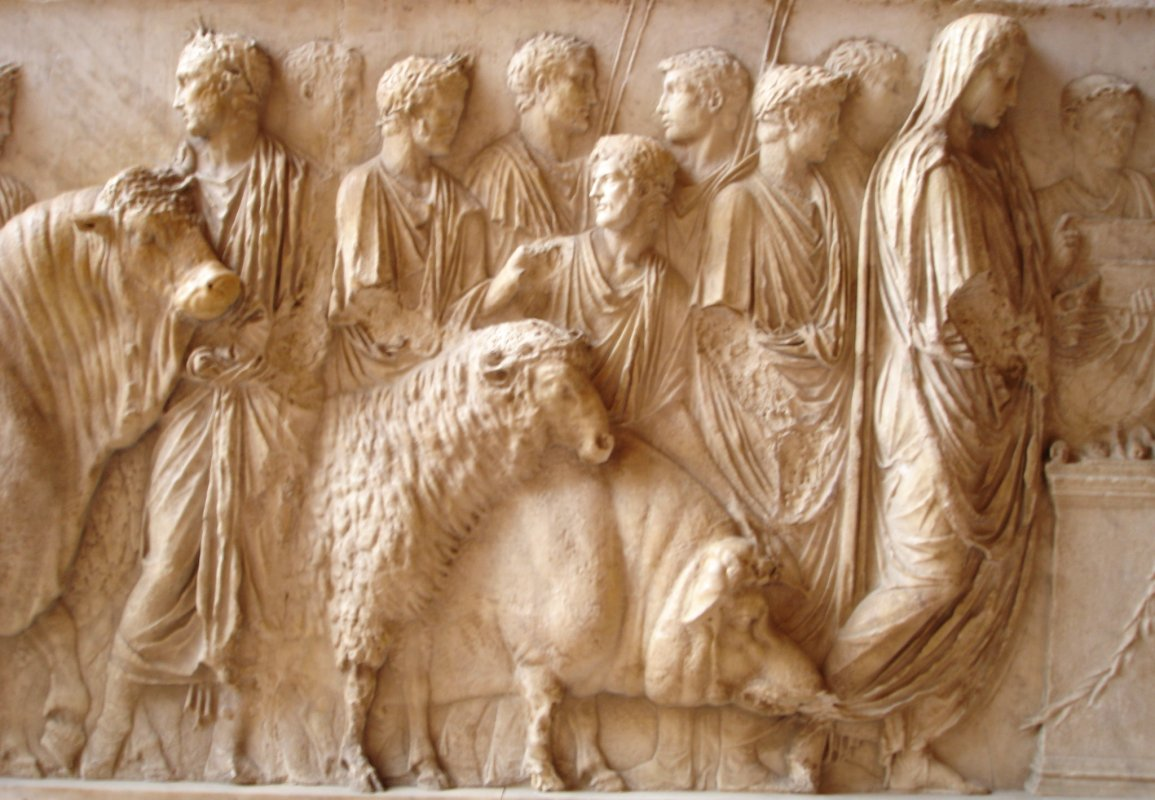
Suovetaurilia (Museo del Louvre). En este relieve, se pueden ver los animales que iban a ser sacrificados, el sacerdote flamen y los colaboradores que llevan una corona de laureles, planta sagrada relacionada con el dios Júpiter.

Algunas fuentes atribuyen a Numa la creación de las vestales. Sin embargo, según la tradición, ya existían en las ciudades latinas desde antes de la fundación de Roma - Alba Longa tenía vestales, entre ellas la madre de Rómulo, Rea Silvia  y no hay que olvidar que Tito Tacio ya había dedicado aedes Vestae. El robo de objetos sagrados o en lugares sagrados era tratado como parricidio, y el perjurio se castigaba con la muerte. Un padre podía vender legalmente a su hijo a menos que ya se le hubiera permitido casarse -en este caso, el padre perdía el derecho sobre su hijo-.
Se prohibió a las mujeres casadas beber vino, así como tener ningún tipo de relaciones a menos que el marido decidiera entregarla a un hombre sin hijos para procrear -después el marido podía decidir si recuperarla-. Se permitió el matrimonio incluso con niñas menores de doce años. Sin embargo, se permitió a las mujeres poder hacer testamento mientras que su padre todavía estuviera vivo.
Tradicionalmente se atribuye a Numa la Lex regia relativa a la spolia opima, o más pen concreto a una de las dos definiciones de esta institución: la de las ocasiones que un romano derrotaba a un dux hostium -jefe de los enemigos-, aunque el ganador no fuera necesariamente el dux romano. Se mencionan tres tipos de botín: el primero consiste en oferta de las armas de los vencidos a Júpiter Feretrius y el sacrificio de un buey, el segundo era ofrecerla a Marte junto con el sacrificio de Suovetaurilia, y el tercero era ofrecer a Janus Quirinus el sacrificio de un cordero. Se aplicaba en el caso de que el romano fuera el jefe, un oficial del ejército o un soldado común, respectivamente.

### Tulo Hostilio (673-640 aC)

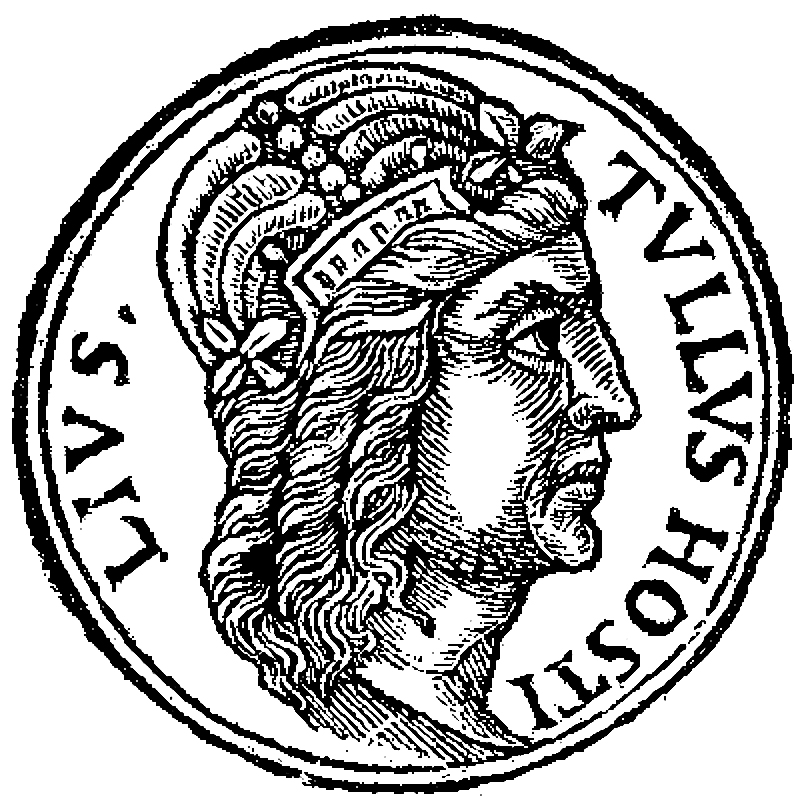
Retrato de Tulo Hostilio hecho por Guillaume Rouillé para su obra Promptuarii Iconum Insigniorum

De acuerdo con las fuentes, el rey Tulo estableció el oficio de lictor, introdujo el uso de la toga praetexta, y creó el cargo de los feciales y su función ritual en la declaración de guerra. A través de este rito una guerra podía ser una guerra justa bellum iustum, es decir, una guerra de acuerdo con las exigencias de la religión.
También estableció las fiestas Agonales y Saturnalia dedicadas a dios Saturno. Asimismo añadió otro grupo collini relacionado con el dios Quirino del sacerdotium los salii. Permitió que algunos romanos sin tierra colonizaran la colina de Celio.
El rey Hostilio también hizo las leyes que castigaban la alta traición al rey y la deserción con la muerte. A él se le atribuye la creación de la pena conocida con el nombre de arbor infelix. Durante su reinado, el caso de Marcus Horatius fue notable en el campo del derecho penal. Cuando Marcus Horatius fue acusado de perduellio, los duumviri perduellionis emitieron un veredicto de culpabilidad sobre la cuestión de la provocatio ad populum, una condición procesal ideada peculiarmente. El padre de Marcus se opuso al veredicto. El rey Hostilio fue incapaz de llegar a una decisión, por lo que remitió el juicio al pueblo, es decir, a la curia y Marcus fue absuelto.
En el campo de la moral y la familia hizo una ley que condenaba el incesto: el culpable era consagrado a Diana en un acto público de burla y desprecio. También decidió que el Estado diera un subsidio a las familias que tuvieran un parto múltiple.

### Anco Marcio (640-616 aC)
«Καὶ μετὰ τοῦτο συγχαλέσας τοὺς ἱεροφὰντας χαὶ τας περὶ τῶνἱερῶν συγγραφάς, ἂς Πομπίλιος συνεστὴσατο, παρ 'αὐτῶν λαβνἀέγραψεν εἰς ὃέλτονς χαὶπροὒὓηχεν ἐν ἀγορ ᾷ πᾶσι τοῖς βουλομένοις σχοπεῖν .»
«Habiendo también convocado a los pontífices y de haber recibido de ellos las disposiciones relativas a las cosas sagradas que Pompilio había establecido, lo grabó en las tablillas y las expuso en el foro para todos aquellos que desearan verlas.»
Dionisio de Halicarnaso, en Antigüedades romanas, 3, 36, 4.

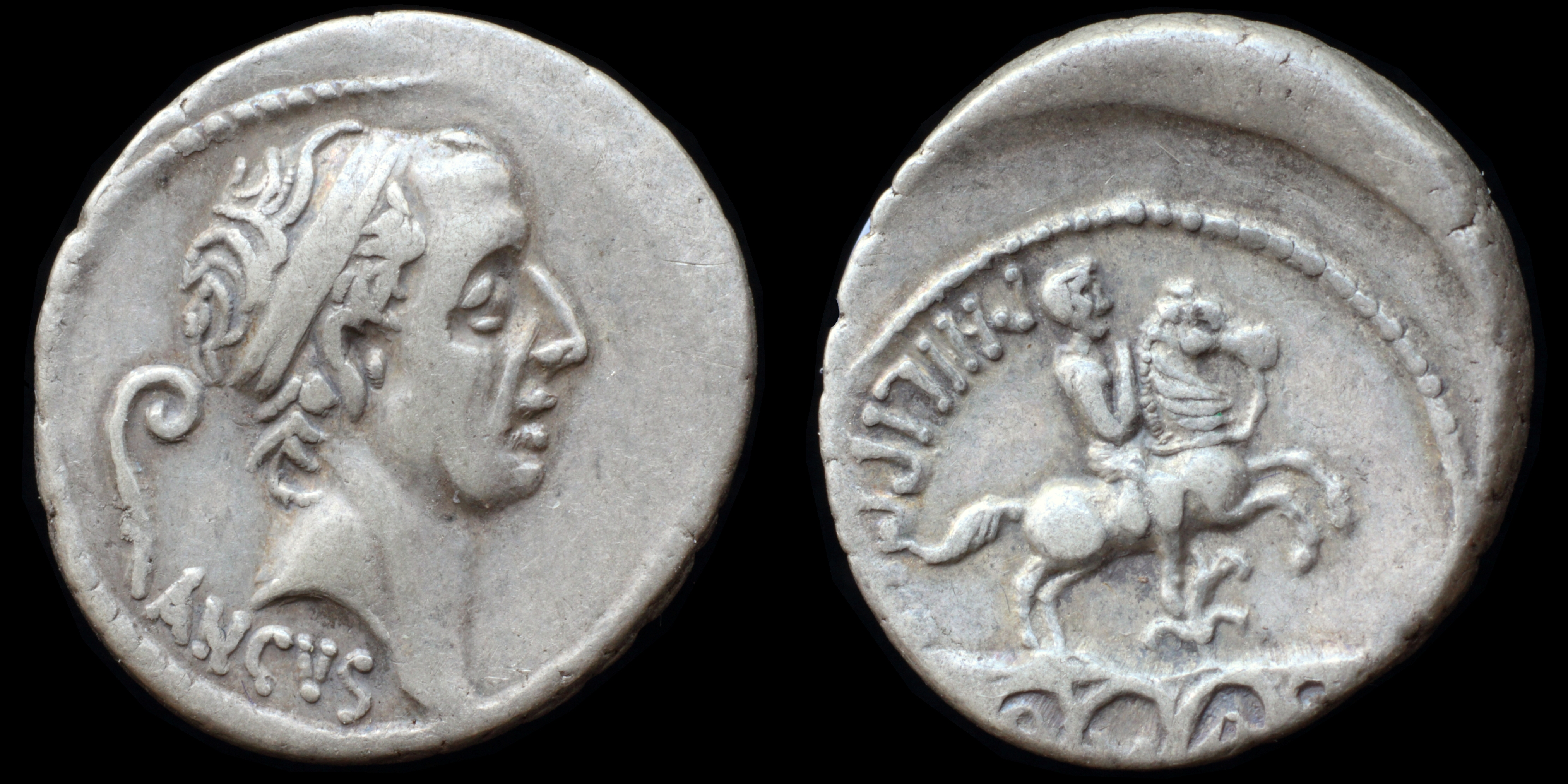
Denario de plata con la imagen de Anco Marcio, 57

Marcio también emanó su propia Lex curiata de imperio.
En el ámbito del derecho público estableció las bases para la rerum repetitio, las leyes relativas al comercio marítimo y la tributación del rendimiento de las salinas salinae.
Decidió que las disposiciones del rey Numa relativas al collegium pontificum se grabaran en pequeñas tablas.
Creó la primera prisión de Roma como medida destinada a la represión de la delincuencia.
Tras derrotar a los latinos les permitió establecerse en Roma.

### Lucio Tarquinio Prisco (616-578 aC)

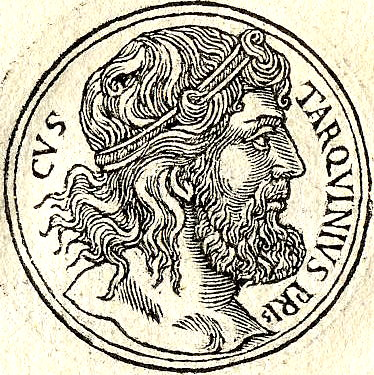
Retrato de Tarquinio Prisco realizado por Guillaume Rouillé en su obra Promptuarii Iconum Insigniorum

Tarquinio aumentó el número de senadores de 200 a 300 -según algunas fuentes a 400-, y los dividió en gentes maiores -los antiguos senadores- y gentes minores -los nuevos senadores-.
Estableció los ludi romani -juegos romanos-, duplicó el número de las curias y presentó diferente vestidos para las diferentes clases.
Añadió dos Vestales y algunas fuentes le atribuyen las sanciones contra las Vestales.
Introdujo el calendario de doce meses.

### Servio Tulio (578-534 aC)

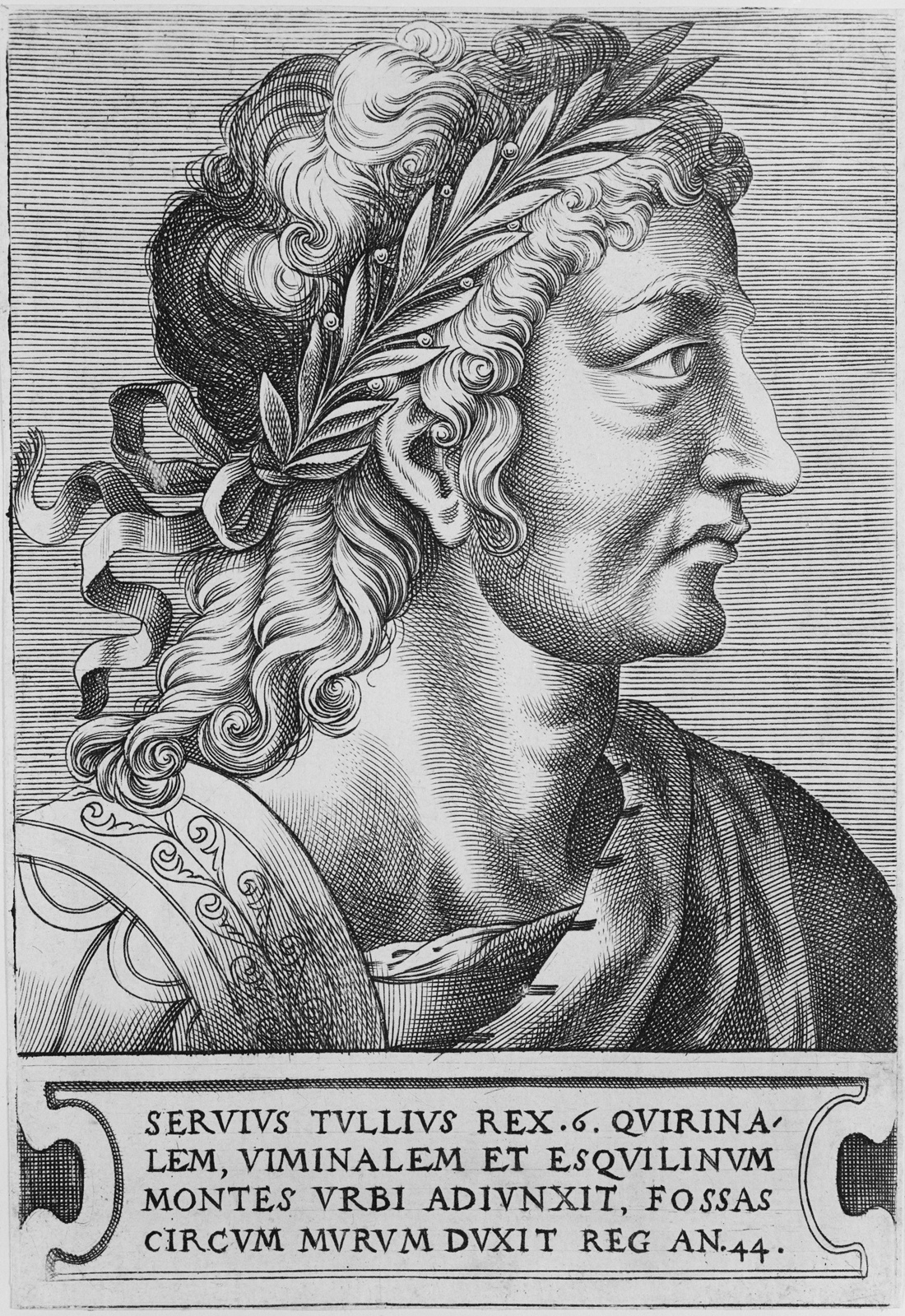
Imagen de Servio Tulio

Servio dividió una vez más el territorio de Roma en pagi: cuatro de ellos eran urbanos -Palatina, Suburana, Collina, y Esquilina- y veintidós suburbanos o rurales. Obligó a los habitantes a vivir en su pagus y no podían moverse a un lugar diferente. Esta disposición fue destinada para fines fiscales, ya que la gente tenía que pagar impuestos en el pagus al que pertenecían.
Servio estableció por primera vez el census (censo) en Roma. Para formar parte del censo, los ciudadanos estaban obligados a pagar una cuota, que requería a los ciudadanos proporcionaran una estimación del valor de sus propiedades para permitir al gobierno reunir información mediante la que se imponía impuestos proporcionalmente. Los ciudadanos fueron divididos en cinco escalones o clases.
Creó los mercados, estableció el nuevo festival de la Paganalia, y templos dedicados, como los de la diosa Fortuna.
En el ámbito del poder judicial decidió que súnicamente crearía leyes para los casos de derecho público, dejando al padre de familia y los ciudadanos crear leyes sobre los casos de derecho privado.
Después de la conquista y la anexión de los territorios de las colinas Viminal y Esquilino, los repartió entre los romanos sin tierra. Hizo que los esclavos liberados no consiguieran participar en la vida pública, pero los censó como si fueran hombres libres ordinarios. Los que no estaban dispuestos a volver a su tierra natal tenían que estar inscritos en una de las cuatro tribus urbanas que creó: Palatina, Suburana, Collina, y Esquilina.
Con él, las curias aprobaron cincuenta disposiciones relativas a los delitos y contratos.
Finalmente, se atribuye a Servio la construcción del templo de Diana Nemorensis en el Aventino.

### Tarquino el Soberbio (534-509 aC)

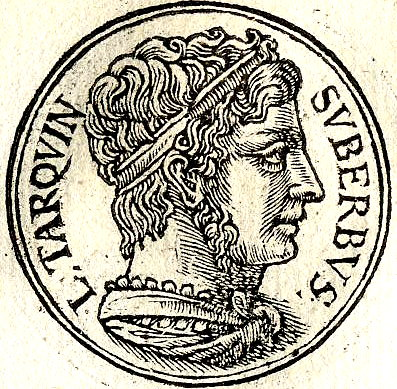
Retrato de Tarquinio el Soberbio hecho por Guillaume Rouillé en su obra Promptuarii Iconum Insigniorum

El rey Tarquino el Soberbio abolió el sistema fiscal basado en el censo e impuso una carga fiscal equivalente a todos los ciudadanos.
Hizo varios tratados de paz.
En el campo religioso, adoptó los  Libri Sibyllini, unos libros mediante los cuales se podía consultar la voluntad de los dioses y profecías. También dedicó nuevos templos y estableció nuevos cultos.
En el campo del derecho penal usó el arbor infelix, una disposición de Tulio Hostilio. Restauró los castigos por parricidio -es decir, la poena cullei-, por ejemplo, en los casos de Marcus Aquilius y Atilius.
Abolió todas las leyes de Servio Tulio sobre las obligaciones y contratos.

### Leges regiaede atribución incierta
Algunos fragmentos contienen leyes cuya atribución es incierta. Un ejemplo notable es el de una lex regia que prohíbe la inhumación de una mujer embarazada antes del parto, ya que se creía que el hacerlo significaría matar una vida.

## Material utilizado para la escritura de lasLeges regiae
Al principio, es decir, durante el reinado de Rómulo, las Leges regiae no estaban escritas. Estas leyes se transmitieron por vía oral, aunque no es seguro que no existiera un sistema de escritura. Sin embargo, las leyes de Rómulo fueron escritas posteriormente durante el reinado de Numa, por el mismo Numa.
En tiempos de Numa, las leyes de Rómulo y el Commentarius Numae junto con todo el trabajo pontificio que a veces se le atribuye a Numa, es decir, el Libri pontificum, fueron escritas en corteza de limonero usado como papel, de acuerdo con el testimonio de nuestras fuentes. Posteriormente fueron escritas en piel de buey; este uso está atestiguado en el reinado de Tarquino. Según otra tradición, las leyes fueron escritas en una tabla de madera donde se había extendido sobre ella yeso tabula de albata; en este caso, el texto estaba pintado en lugar de estar grabado.
Cualquiera que fuera el caso, es seguro que se escribieron en material perecedero. Esta podría ser la razón por la que nos han llegado muy pocas de estas leyes. Hay que recordar que el incendio provocado por los galos senones en el año 390 o 387 aC fue otra de las razones de su desaparición. Para reparar esta pérdida fue necesario recurrir a la colaboración de los sacerdotes que las conocían de memoria, o al trabajo de historiadores y juristas. Es poco probable que estas nuevas elaboraciones fueran el texto exacto de las Leges regiae, ya que algunas fuentes sostienen que fueron simplemente nuevas formulaciones que contenían algunas expresiones arcaicas encastadas.